# Peter Rinaldo
Peter Rinaldo, född 1964, är en svensk dokumentärfilmare, bosatt i Örebro. Han har spelat in mer än tjugo dokumentärfilmer, sedan 1990 delvis tillsammans med sin förra hustru Maria Rinaldo, f.d. Ekman, med vilken han även var med och startade den nya TV-kanalen TV4, där båda senare var verksamma. Peter Rinaldo är kusin till författaren Liselott Willén, f. Carlsson.
- En av de första filmerna Rinaldo gjorde var Oriental Blondes (1986), en kortfilm som handlar om hur japanska kvinnor plastikopererar sig för att leva upp till det västerländska skönhetsidealet. Då gjorde han även ett längre avslöjande reportage tillsammans med Harald Treutiger för SVT Malmö om nynazisterna i Malmö.
- Därefter studerade han filmvetenskap på Stockholms Universitet och skrev uppsatser om Sven Nykvists ljussättning och Direct Cinema i samtida dokumentärer (1985-86). Åren därpå jobbade han som frilansjournalist/fotograf och levererade bilder och artiklar till Arbetet, Svenska Dagbladet, Aftonbladet, Expressen, Dagens Nyheter, Film & Video, Upp & Ned m.fl. Reportagen handlade om allt från Sydkoreas kravaller, filmindustrin i Hong Kong, inbördeskriget på Filippinerna, Guardian Angels i New York, Matriarkatet på Chejudo m.m. Sedan var det ett år på Värnpliktsnytt med bl.a. Otto Sjöberg, Axel Arnö, Niclas Lagerstedt, Anders Birgersson och Johan Brännström.
- Därefter kom dokumentären Det sista slaget - om och med Hamid Karzai i Afghanistan under kriget mot den sovjetiska ockupationen (1987). Peter Rinaldo fick sedan arbete på Sveriges Television som nyhetsfotograf. Där blev han kvar till TV4 startade då han blev rekryterad till deras "Nyheterna" med Lars Weiss som redaktionschef.
- Tillsammans med Maria Rinaldo och Susanna Edling gjorde han en reportagedokumentär för TV4 Fakta om kriget i Liberia. Därefter blev han filans och började göra dokumentärer på heltid, bl.a. "Skulden" - om korruptionen i skuldkrisens Jamaica (1991), "Reggaeland" - en film om reggaens kultur på Jamaica (1991), "Förtur till salu" - undersökande dokumentär om försäljningen av svarta hyreslägenheter i Stockholm, M6-redaktionen (Thomas Dillén, Göran Elwin, Sven-Eric Ericsson, Peter Rinaldo) SVT (1992), "Bovar, bolag och bulvaner" - undersökande dokumentär om den ekonomiska brottslighet som låg bakom bankkrisen i början på 90-talet, M6-redaktionen SVT, (1993) Dömd på förhand[1] - undersökande dokumentär om en ridlärare, dömd för sexuella övergrepp, M6-redaktionen SVT, (1994) dokumentären har tagit emot mycket kritik för att vara misogyn och vinklad till förövarens fördel. Dokumentären fälldes samma år av Granskningsnämnden. Nämnden fann att programmet präglades av ensidighet i förhållande till målsägarna. Enligt nämnden gick ensidigheten utöver vad som kan motiveras med hänsyn till programföretagets avtalsenliga skyldighet att granska och stimulera till debatt. Programmet ”Dömd på förhand” befanns därför strida mot opartiskhet i radiolagen[2]. Dömd på förhand var även med som en del i tv serien från 2022, Nattryttarna som handlar om övergreppen. I serien ges en fiktiv bild över inspelningen av dokumentären.
- 1994 bröt folkmordet i Rwanda ut och Peter och Maria Rinaldo påbörjade ett livslångt engagemang i orsakerna bakom folkmordet. De började filma redan i folkmordets efterdyningar sommaren 1994. 1995 sändes den första dokumentären Blodsarvet - en undersökande dokumentär om folkmordet i Rwanda, SVT (1995). "Blodsarvet" belönades med Ikarospriset för årets bästa dokumentärfilm 1995.
- Därefter tog Peter Rinaldo en paus på några år då han och Maria Rinaldo fick barn. Tillsammans med Patrick Bratt, fortsatte han dock att filma en grupp knarkare som bodde i husvagnar söder om söder i Stockholm. Det resulterade i dokumentären "En Knarkares Dröm", TV4 (1997).
- 1999 gjorde Rinaldos filmen Blodsbarn - en psykologisk dokumentär om barn med krigstrauma, SVT (2000).
- 2001 producerades "Glesbygdspolka" om byn Bredsjö i Bergslagen för SVT2.
- Rinaldos mest uppmärksammad film om Rwanda, I Guds namn (2004), gjordes på uppdrag för Dokument utifrån [SVT]. I filmen framläggs vittnesmål om att folkmordet i Rwanda hade kristdemokratiska förtecken. Rinaldo lanserar teorin att huturegimen var katolicism|katolsk med band till kristdemokratiska internationalen, CDI, som skulle ha givit råd och ekonomiskt bistånd. Denna film har även givit Rinaldo en internationell publik. Filmen har dock inte visats i den katolska delen av Europa. Däremot har den uppmärksammats inom dessa länders akademiska kretsar samt fått en relativt stor publik när filmen lades ut på Youtube på franska. Paret Rinaldo har även arbetat för ett öppet webbaserat folkmordsarkiv med fokus på Rwanda. Grundtanken med detta arkiv var att göra källmaterial om folkmord tillgängliga för en internationell allmänhet.
- 2005 etablerade han tillsammans med Johan Alvén, Maria Rinaldo och Enar Karlsson ett kooperativt produktionsföretag, Documentary group Ekonomisk förening, med säte i den svenska glesbygdens glesbygd: Hällefors. Under åren 2006 till 2008 gjordes tre filmer till om glesbygden för SVT; Lobbyisterna, Guldfeber och Skogsstjärna.
- 2005 gjorde även Rinaldo en film för SVT med Birgitta Svensson som producent om en liten TV-station i Gambia och dess relation till president Jamme under valet.
- 2008 återvände Rinaldos till Rwanda. För SVT:s räkning och med stöd av SFI producerades filmerna Mothers of War (2009), med Maria Rinaldo och Regissören (2009) med Fabien Manirebanimpuhwe. Regissören sändes ett flertal tillfällen i japansk nationell TV (NRK) och visades på Göteborgs Filmfestival 2009.
- Därefter satsade Rinaldo och Documentary group på projektet "Totalt Lokalt", med avsikt att demokratisera glesbygden. Tillsammans med ETC förlag startade de ETC Hällefors (senare ETC Bergslagen) i Hällefors (2010) och Ljusnarsbergs kommun (2011). Samtidigt planerades en lokal Webb-TV-station. Tanken var att dela resurser med tidningen och på så sätt dra ned kostnaderna. På så sätt skulle Nerikes Allehandas monopol brytas och demokratin utökas. Webb-TV station genomfördes dock inte då stöd uteblev från kommunen.
- Under samma period lanserade Documentary group konceptet "Nostalgifilm", dvs DVD-filmer med nutidshistoria av och med befolkningen. Detta för att öka den lokala kännedomen och samtidigt tillgängliggöra en bit nutidshistoria som annars aldrig blivit publicerad.